# EMBASE
Embase (spesso denominato EMBASE per Excerpta Medica dataBASE) è un database biomedico e farmacologico di pubblicazioni progettato per sostenere i responsabili delle informazioni e la farmacovigilanza nel conformarsi ai requisiti normativi di un farmaco concesso in licenza. Embase, prodotto da Elsevier, contiene oltre 28 milioni di record da oltre 8.400 riviste attualmente pubblicate dal 1947 ad oggi.

## Storia
Nel 1946, l'inizio di Embase fu creato come Excerpta Medica (EM) Abstract Journals da un gruppo di medici olandesi che promuovevano il flusso di conoscenze mediche e rapporti dopo la seconda guerra mondiale. Nel giornale erano presenti 13 sezioni che categorizzavano il programma di studi medico della scuola sull'anatomia, patologia, fisiologia, medicina interna e altre specialità cliniche di base. Questo database è durato fino al 1972 quando si è fuso con Elsevier. In seguito, nel 1974, formarono EMBASE (Excerpta Medica dataBASE) che aveva pubblicato l'accesso elettronico agli abstract delle riviste. Seguendo il feedback della comunità di utenti EMBASE, venne creato EMBASE Classic come database separato per integrare EMBASE come backfile di riviste mediche dal 1947 al 1973 che fornisce documentazione di quel periodo su farmaci, effetti collaterali, composti endogeni, ecc.
Nel 2010, Excerpta Medica, escluso EMBASE, è stata venduta da Elsevier al Omnicom Group.